# Jean-Yves Cuendet
Jean-Yves Cuendet (Le Sentier, 20 de febrero de 1970) es un deportista suizo que compitió en esquí en la modalidad de combinada nórdica.
Participó en dos Juegos Olímpicos de Invierno, en los años 1994 y 1998, obteniendo una medalla de bronce en Lillehammer 1994, en la prueba por equipo (junto con Andreas Schaad y Hippolyt Kempf). Ganó una medalla de bronce en el Campeonato Mundial de Esquí Nórdico de 1995, en la misma prueba.

## Palmarés internacional
| Juegos Olímpicos   | Juegos Olímpicos      | Juegos Olímpicos  | Juegos Olímpicos          |
| Año                | Lugar                 | Medalla           | Prueba                    |
| ------------------ | --------------------- | ----------------- | ------------------------- |
| 1994               | Lillehammer (Noruega) | Medalla de bronce | TN + 3 × 10 km por equipo |
| Campeonato Mundial |                       |                   |                           |
| Año                | Lugar                 | Medalla           | Prueba                    |
| 1995               | Thunder Bay (Canadá)  | Medalla de bronce | TN + 4 × 5 km por equipo  |